# Thierry Jordan
Thierry Romain Camille Jordan (* 31. srpna 1943, Šanghaj) je francouzský římskokatolický kněz a od 20. července 1999 do 18. července 2018 remešský arcibiskup.

## Život
Narodil se francouzským rodičům s Šanghaji. Zúčastnil se návštěvy ad limina v roce 2012.
Po dosažení kanonického věku byl v roce 2018 emeritován. Jeho nástupcem na remešském stolci byl ustanoven Mons. de Moulins-Beaufort.